# D11-es hajóvonal (Budapest)
A budapesti D11-es jelzésű dunai hajójárat Újpest, Árpád út, illetve a Rómaifürdő és a Kopaszi-gát – BudaPart kikötő között közlekedett. A viszonylatot a Budapesti Közlekedési Zrt. üzemeltette. 2020. április 1-jétől a közlekedése visszavonásig szünetel.

## Története
A vonalon 2012. július 2-án indult meg a közlekedés. 2016. július 18-ától nem érintette a Várkert Bazár kikötőt, illetve Egyetemváros – A38 hajóállomásnál reggel csak a Haller utca, délután csak Újpest felé kötött ki. 2017. március 16-ától a Margitsziget, Centenáriumi emlékmű kikötőt is érintette, illetve az Egyetemvárosnál minden időszakban megállt. 2017. április 25-én útvonala a Müpa – Nemzeti Színház kikötőig, majd szeptember 1-jén a Kopaszi-gát – BudaPartig hosszabbodott. 2017 szeptemberétől nem kötött ki a Margitszigeten.
2018. március 17-étől irányonként csak 1 hajó indult, az Újpest felé közlekedő hajó pedig tovább közlekedett a Rómaifürdőig.
2018-tól télen is közlekedett a Boráros tér és Újpest, Árpád út között.
2019. május 30. és június 19. között nem közlekedett a 2019-es budapesti hajókatasztrófa utáni hatósági zárlat miatt.
2020. március 31-én a koronavírus-járványra hivatkozva leállt a vonalon a hajóközlekedés.

## Hajók
A BKV a Dunán 10 hajóval üzemeltette a    járatokat. Főidényben hétköznap 6, hétvégén 4 hajó üzemelt, melyek négy cég tulajdonában voltak:
- BKV Zrt. által üzemeltetett hajók
  - Budavár (3011 típusú vízibusz, befogadóképesség 150 fő)
  - Hófehérke (MARGITSZIGET/1895 típusú, eredetileg gőzüzemű csavaros nosztalgia személyhajó)
  - Kék Duna (H-02 (BKV 100) típusú kétcsavaros átkelőhajó, befogadóképesség 100 fő)
  - Lágymányos (3011 típusú vízibusz, befogadóképesség 150 fő)
- Rubinhajó Bt. által üzemeltetett hajók
  - Hungária (H-01 (BKV 100) típusú egycsavaros átkelőhajó, befogadóképesség 100 fő)
  - Tabán (H-02 (BKV 100) típusú kétcsavaros átkelőhajó, befogadóképesség 100 fő)
- Armada Budapest Hajózási Kft. által üzemeltetett hajók
  - Lánchíd (H-01 (BKV 100) típusú egycsavaros átkelőhajó, befogadóképesség 100 fő)
  - Pest-Buda (H-06 (BKV 130) típusú átkelőhajó, befogadóképesség 130 fő)
  - Szent Kristóf (H-01 (BKV 100) típusú egycsavaros átkelőhajó, befogadóképesség 100 fő)
  - Várhegy (H-01 (BKV 100) típusú egycsavaros átkelőhajó, befogadóképesség 100 fő)

## Kikötői
| ∫   | Rómaifürdő végállomás nyári időszakban (↑)                     | 147 | 34                                          |
| ∫   | Óbudai-sziget                                                  | 129 |                                             |
| 0   | Újpest, Árpád út végállomás téli időszakban (↑) végállomás (↓) | 110 | 104, 122, 196, 204                          |
| 14  | Meder utca                                                     | 96  | 15, 105                                     |
| 26  | Népfürdő utca (Árpád híd)                                      | 84  | 15, 26, 34, 106, 115 1                      |
| 41  | Jászai Mari tér (Margit híd)                                   | 68  | 9, 26, 91, 191, 291 2, 4, 6 75, 76          |
| 49  | Kossuth Lajos tér M                                            | 57  | 15, 115 70, 78 2                            |
| 55  | Batthyány tér M+H                                              | 52  | 19, 41 11, 39, 109, 111                     |
| 65  | Petőfi tér (Erzsébet híd)                                      | 42  | 5, 8E, 15, 108E, 110, 112, 115, 133E, 178 2 |
| 73  | Szent Gellért tér – Műegyetem M (Szabadság híd)                | 33  | 7, 133E 17, 19, 41, 47, 47B, 49, 56, 56A    |
| 82  | Boráros tér H (Petőfi híd) végállomás téli időszakban          | 25  | 15, 23, 23E, 54, 55, 115, 212, 223M 2, 4, 6 |
| 87  | Egyetemváros – A38                                             | 19  | 153, 154, 212 Távolsági járatok 4, 6        |
| 93  | Haller utca                                                    | 14  |                                             |
| 98  | Müpa – Nemzeti Színház H                                       | 5   | 1, 2, 24 23, 23E, 54, 55, 179, 223M         |
| 105 | Kopaszi-gát – BudaPart végállomás nyári időszakban             | 0   | 1 153, 154                                  |